# Belén, Chilón
Belén är en ort i Mexiko.   Den ligger i kommunen Chilón och delstaten Chiapas, i den sydöstra delen av landet, 800 km öster om huvudstaden Mexico City. Belén ligger 912 meter över havet och antalet invånare är 252.
Terrängen runt Belén är huvudsakligen kuperad. Belén ligger nere i en dal. Runt Belén är det glesbefolkat, med 16 invånare per kvadratkilometer. Närmaste större samhälle är Ocosingo, 18,9 km sydost om Belén. I omgivningarna runt Belén växer i huvudsak städsegrön lövskog.